# Dichromia sextalis
Dichromia sextalis là một loài bướm đêm trong họ Erebidae.